# Ich möchte lieber nicht

Hoffmanns Arbeitszimmer voller Bücher mit Blick durch das große Fenster in den angrenzenden Wald

Ich möchte lieber nicht ist ein Kurzfilm von Anna Hepp. Der Film porträtiert den ehemaligen deutschen Kulturpolitiker Hilmar Hoffmann und wurde von der Deutschen Film- und Medienbewertung mit dem Prädikat „wertvoll“ ausgezeichnet. 

## Handlung
Hilmar Hoffmann könnte viel erzählen aus 50 Jahren Kulturpolitik. Doch das wollte
Anna Hepp in ihrem Film „Ich möchte lieber nicht“ nicht hören. Sie war an Herrn Hoffmann, dem alten Witwer interessiert. „Ein persönliches Porträt interessiert doch niemanden“, murrt er. Hepp aber lässt nicht locker, Hoffmann lässt sich auf seine ganz eigene Art ein. Das filmische Essay verrät schon im Titel „Ich möchte lieber nicht“, der ein Verweis auf Melvilles Geschichte Bartleby der Schreiber ist, die Schwierigkeiten beim Erstellen des Porträts, das diesem Film schließlich seinen eigenwilligen Reiz gibt.
Hoffmanns Antworten kommen aus dem Off, dazwischen hören wir immer wieder die Anweisungen und Fragen der Regisseurin. Dem großen Kulturfunktionär mit dem wirren Weißschopf nähert sie sich von hinten mit der Kamera auf Kopfhöhe, mal unterm Schreibtisch, mal zeigt sie nur seine Schuhe auf dem Tisch. Ein feiner Humor wird immer wieder erkennbar. Dazwischen schneidet Anna Hepp Bilder von Bäumen. Hier könnten die Bilder auf den Blick von Hoffmanns Arbeitszimmer ins Grüne verweisen, dort wo schon Adorno spazieren ging, oder die Metapher des alten knorrigen Baums der deutschen Kultur oder ein Zeichen dafür sein, dass die Regisseurin auf der Suche nach ihrem Bild des Herrn Hoffmann den Wald vor lauter Bäumen nicht mehr erkennt.
Der Film lief im „Deutschen Wettbewerb“ auf dem Internationalen KurzFilmFestival Hamburg und der Internationalen Kurzfilmwoche Regensburg. Die Film- und Medienstiftung NRW förderte das Filmvorhaben mit der Nachwuchsförderung.

## Kritik
In der Jurybegründung zum „Besten Dokumentarfilm“ 2013 auf dem Blicke – Filmfestival des Ruhrgebiets heißt es: „Obwohl es dem Film gelingt unserem Bild und unseren Erwartungen die wir vielleicht an einen Dokumentarfilm knüpfen, so gar nicht zu erfüllen ist es doch eindeutig ein Dokumentarfilm. Ein Porträt über eine Person des öffentlichen Lebens. Nun mag man zunächst mit einer klassischen Konstellation rechnen. Frage – Antwort. Rückblenden in das Leben der Kindheit, Jugend, Karriere. Kommentare von Freunden, Verwandten, Zeitzeugen. Alldem verweigert sich die Regisseurin. Aber auch ihr Protagonist verweigert sich. Scheinbar exemplarisch für eine ganze Weltkriegsgeneration bleibt er gefangen in seiner Unnahbarkeit … Der Regisseurin gelingt in der Darstellung dieser Verweigerung, in der visuellen Auseinandersetzung mit dem Menschen eine Nähe zur Person, wie sie eindringlicher nicht sein könnte. Anna Hepp wagt neue Wege zu gehen und bereichert damit das Dokumentarfilm-Genre um eine neue, bisher so nicht gesehene Variante.“
Die FBW urteilt hingegen „Das essayistische Moment wird durch das gewählte Material unterstrichen. Die Materialbeschaffenheit, die Schärfenspiele spiegeln den Versuch wider, ein künstlerisches Porträt jenseits der puren Filmbilder anzufertigen. Wie so häufig bei Essays spalten diese Elemente das Publikum und so auch den Ausschuss. Stärker jedoch rieb sich der Ausschuss an den eingeschnittenen Bildern der Bäume, die sich nicht entschlüsseln ließen. Trotz dieser und anderer offener Fragen war eine Mehrheit des Ausschusses der Meinung, dass dies ein filmisches Porträt sei, das sich aus der Menge herkömmlicher Porträts heraushebe, dessen intelligenter Umgang mit dem gedrehten Motiv die Erteilung eines Prädikates in jedem Fall begründet. “.

## Auszeichnungen
Ich möchte lieber nicht erhielt den „Dokumentarfilmpreis Ruhr“ auf dem Blicke Filmfestival des Ruhrgebiets 2013 und wurde nominiert für das „A38-Produktions-Stipendium“ 2012 auf dem 29. Kasseler Dokumentarfilmfest

## Sonstiges
- Der internationale und englischsprachige Titel des Films lautet I would prefer not to.